# Mémétique
 (avril 2013).
 (avril 2013).

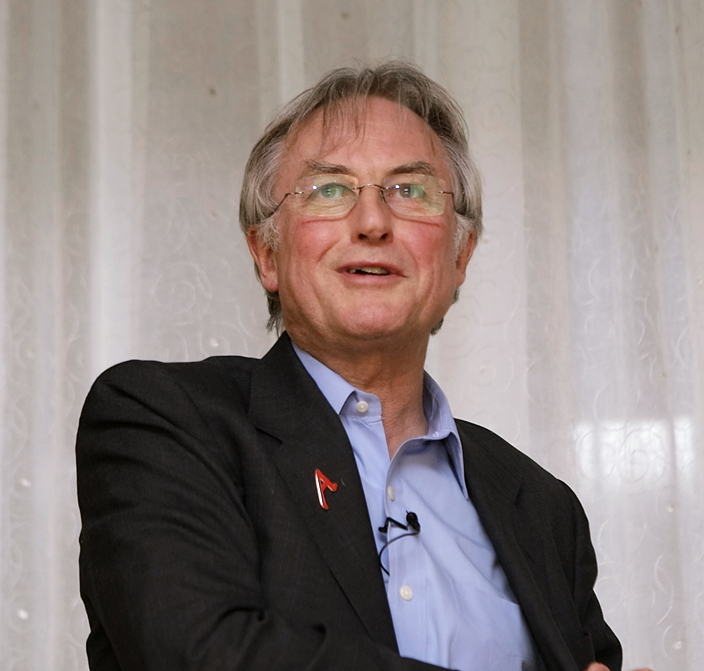
Richard Dawkins en mars 2008 à Minneapolis,
à l'occasion de la 34e Conférence d'American Atheists (Athées américains).

La mémétique utilise le concept, dû à Richard Dawkins, de mème (élément de comportement transmis par imitation) pour étudier les évolutions de la culture dans une approche darwinienne étendue. Un des exemples les plus connus est le parallèle fait entre l'évolution du vivant et celle des langues. Ainsi, si la génétique se base sur le concept de gène pour étudier le vivant, la mémétique se base sur le concept de mème pour étudier la culture. On y étudie le comportement des codes et schémas informationnels appelés « mèmes », dans leurs milieux physico-chimiques et socio-culturels : l’humain, l’animal, la machine (tout support mémoriel).
Le mème peut se définir comme un élément d'une culture pouvant être considéré comme transmis par des moyens non génétiques, en particulier par l'imitation.
Elle associe les sciences de : 
- l'intra-personnel : neurosciences, psychologie, ergonomie, cognitique ;
- l'inter-personnel : sociologie, économie, histoire, géographie, linguistique, anthropologie, archéologie, science politique, sciences des religions.

Elle étudie l'évolution des phénomènes culturels dans le temps et l'espace physico-social, dans une approche culturo-centrée. En s'intéressant autant à l'aspect neuronal que mental, symbolique que pratique, elle se positionne naturellement au sein des sciences humaines et sociales, même si elle n'est pas centrée sur l'humain.
Elle s'inscrit dans le mouvement du darwinisme étendu, qui est une application de la théorie de l'évolution à des domaines aussi variés que ceux de l'intelligence artificielle, des neurosciences, de la systémique, la psychologie ou la sociologie. Par exemple, les chercheurs en intelligence artificielle utilisent l'algorithme génétique pour résoudre des problèmes d'ingénierie, en modélisant l'évolution de créatures mathématiques virtuelles. En neurosciences, on considère peu à peu que l'apprentissage se base sur des mécanismes darwiniens au niveau des synapses.

## Origine
Le mot mémétique est formé dans les années 1980 à partir du terme mème.
Le mot mème, inspiré du latin mimeme, est introduit en 1976 par le Britannique Richard Dawkins dans son livre The Selfish Gene (Le Gène égoïste). Il est créé à partir de plusieurs idées ou concepts voisins : 
- mimesis (grec ancien) : imitation, similitude ;
- mimeme  (grec ancien): chose imitée ;
- gene (« gène ») : unité de base de l'information génétique qui se transmet de génération en génération ;
- même (adjectif français) : identique, sans différence ;
- memory (« mémoire ») : capacité de retenir, conserver et rappeler les informations.

La mémétique applique à la culture humaine les concepts et modèles issus de la théorie de l'évolution (et spécialement de la génétique des populations). Elle essaye ainsi d'expliquer de nombreux phénomènes culturels, tels que : 
- La propagation des rumeurs, des modes ;
- Les phénomènes d'adhésion à des mouvements culturels, idéologiques, politiques ou religieux ;
- Les phénomènes de sélection, tels que l'autocensure, la charge cognitive, les décisions ;
- Les phénomènes de variation : l'apparition de variantes culturelles, l'innovation, la création.

Les théoriciens les plus connus de la mimétique sont Aaron Lynch, Howard Bloom et Susan Blackmore.
La mémétique doit être clairement distinguée de la sociobiologie. En sociobiologie, les entités considérées sont des gènes et des humains ; on s'y intéresse exclusivement à la part génétique des comportements. La mémétique, elle, s'intéresse à la part acquise (non génétique), et manipule les concepts de mèmes et de solutions culturelles. La sociobiologie s'intéresse aux origines biologiques des comportements humains, alors que la mémétique considère l'être humain non seulement comme un produit de l'évolution biologique, mais aussi comme un environnement pour l'évolution des éléments culturels.
Postérieurement, la découverte des neurones miroirs vient renforcer l'idée de la reproduction mémétique. En effet, la réplication d'actions, d'émotions et d'intentions d'une personne à une autre pourrait être favorisée par ce type de neurones.

## Quelques concepts
La dérive mémétique se définit comme le processus par lequel une idée ou mème se transforme lors de sa transmission d'une personne à l'autre. Très rares sont les mèmes montrant une inertie mémétique forte, qui est la capacité d'un mème à être transmis de la même façon et à conserver son impact, quel que soit l'émetteur ou le récepteur. La dérive mémétique augmente quand le mème est transmis en exprimant l'idée de façon gauche, tandis que l'inertie mémétique est renforcée quand elle est exprimée en rimes ou par d'autres moyens mnémotechniques utilisés par le transmetteur pour en conserver le souvenir. L'article sur la loi de Murphy présente un exemple de dérive mémétique. Les légendes urbaines et les histoires drôles constituent des types de mème à forte inertie. Le marketing viral est une tentative d'exploitation de l'inertie mémétique à des fins de promotion commerciale.
Une grande partie du vocabulaire de la mémétique est formé en ajoutant le préfixe 'mèm(e)-' à un terme existant, provenant en général de la biologie, ou en substituant 'mèm(e)' à 'gèn(e)'. Par exemple : pool mémétique, mémotype, ingénierie mémétique, complexe mémétique. En tant qu'adjectif, mémétique est parfois remplacé par mémique, avec la même relation qu'entre génétique et génique.
Les méméplexes sont des ensembles de mèmes qui, une fois associés, optimisent leurs chances de se répliquer (tout comme les gènes, lorsqu'ils sont associés dans un organisme, optimisent leurs chances d'être conservés par la sélection naturelle). Par exemple, les religions sont des méméplexes particulièrement adaptés à leur environnement, tout comme la notion de responsabilité, ou l'univers automobile.
À défaut de faire une généalogie des idées à cause du manque de sources primaires, il est possible de faire une phylogénie des idées (mythes, concepts scientifiques, etc.) et de les représenter sous la forme d'arbres phylogénétiques. Le terme d'arbre phylomémétique est rarement employé mais il recouvre le même concept : la formalisation de liens de parenté entre des éléments culturels.

## Les cultures évoluent-elles?
Dawkins observe que les cultures peuvent suivre une évolution similaire à celle de populations d'organismes vivants. Différents concepts peuvent passer d'une génération de créatures culturelles à l'autre et influencer, positivement ou négativement, les chances de survie de ces créatures culturelles hébergées par les humains. La mort de l'humain porteur est la plus forte contrainte, pour une créature mémétique, mais pas la seule. Par exemple, différentes cultures peuvent concevoir indépendamment des outils uniques et spécifiques, et leur efficacité peut influencer directement les chances de prospérité de leur concepteur, et procurer ainsi des avantages sur les cultures concurrentes. Les méthodes prouvées ainsi meilleures peuvent alors être adoptées par une plus grande proportion de la population (ainsi la numération romaine a-t-elle été abandonnée au profit de la numération arabe). Chaque mème agit de façon similaire à un gène biologique qui peut être présent ou absent dans des populations de solutions culturelles données, la présence et la transmission génération après génération d'un mème sont directement liées à sa fonction. Le mème « présence d'une chute » dans un contenu audiovisuel, augmentera sa capacité à distraire, et donc à se produire de nouveau (le contenu sera conseillé, ou revu, plus que d'autres).
Une caractéristique clé d'un mème vient de son mode de propagation par imitation, comme l'a montré le sociologue français Gabriel Tarde. Le phénomène d'imitation appliqué à l'homme peut être considéré comme un comportement augmentant la capacité d'un individu à se reproduire et propager son génome. Les imitateurs réussiraient ainsi à génétiquement accroître la capacité du cerveau à bien imiter. Dans ce sens, imiter signifie la capacité d'absorber des informations en utilisant ses sens pour ensuite les réutiliser. Cette information peut être inanimée, comme un livre, ou plus typiquement animée comme un autre humain dont le comportement va fournir des informations qui pourront être réutilisées. Les sources inanimées d'information ont été appelées systèmes de rétention. Sans le support de cerveaux suffisamment évolués pour évaluer leurs points clés de comportement et l'intérêt de les copier, les mèmes ne pourraient pas se propager. Les mèmes (ou des comportements acquis et propagés par imitation) sont observés chez d'autres espèces que l'homme telles que les dauphins, les primates ou certains oiseaux. D'autres exemples de transmission de mèmes simples sont aussi mis en évidence artificiellement chez les céphalopodes ou les rats. Une fois cette couche biologique installée, elle favorise une certaine indépendance du culturel par rapport au biologique.
Les mèmes et les gènes peuvent survivre plus longtemps que les organismes qui les transportent. Par exemple, un gène fournissant un avantage évolutif tel qu'accroître la force des mâchoires d'une population de lions peut rester inchangé pendant des générations. De même, un mème particulièrement efficace peut se propager par copie d'un individu à l'autre longtemps après sa première apparition.

## Exemples de solutions culturelles
Une solution culturelle est une réponse, souvent partielle, aux contraintes actuelles d'une situation. C'est l'expression du code mémétique dans les systèmes mentaux, sociaux et physiques. Les solutions culturelles sont les véhicules des mèmes, les « individus » de l'algorithme évolutionnaire.
- Le jeu de Yams, solution culturelle ludique, répondant à l'ennui de plusieurs personnes.
- Un repas, solution culturelle codée avec plusieurs mèmes : à plusieurs ou en solitaire, avec des assiettes ou pas, cuisiné par un autre ou pas,…
- Utiliser une fourchette, solution culturelle d'usage d'un objet, codée entre autres avec le mème du nombre de dents.
- Fabriquer une fourchette, solution culturelle de fabrication.

Une fois définie la solution, le méméticien va :
- Étudier son cycle de reproduction (par imitation, enseignement, médias, bouche-à-oreille, récits),
- Déterminer l'importance des phénomènes de sélection qui peuvent contraindre cette reproduction (désintérêt, compétition avec d'autres solutions répondant aux mêmes contraintes, charge cognitive, contexte,…)
- Évaluer les possibilités d'innovation par croisement ou variation, intentionnels ou non.

## Exemples de mèmes
Quelques mèmes très répandus sont décrits ci-dessous :
- la chanson Happy Birthday to You est un des mèmes les plus performants de tous. Il est présent dans presque tous les faits culturels de fête d'anniversaire
- les origamis sont des mèmes qui possèdent une très grande fiabilité lors de leur réplication
- la technologie contient de nombreux mèmes qui sont liés à son évolution (voiture…) ; la technologie démontre clairement le mécanisme de mutation permettant à des améliorations d'apparaître et de se répandre
- les images pouvant être associées à des épisodes de l'histoire
- les images associées à des représentations du monde
- jingles accompagnant les messages publicitaires
- musiques que l'on ne peut chasser de son esprit
- blagues, du moins celles qui sont communément considérées drôles
- proverbes, dictons et aphorismes
- les poèmes épiques étaient très importants pour conserver l'histoire orale
- chanson enfantine qui se propage de parents à enfants de génération en génération
- chaînes de lettres
- religions et croyances
- théories du complot

## Critiques
Certains auteurs critiquent la mémétique pour son incapacité à prédire les évolutions de la culture. Si elle décrivait adéquatement les mécanismes mis en œuvre, elle devrait pouvoir le faire. Certains répondent qu'elle se place dans la catégorie des phénomènes complexes, comme l'économie ou la météo, et que la recherche de la prédiction parfaite est impossible, par manque d'informations sur les conditions initiales (il faudrait scanner et interpréter le "contenu" de tous les cerveaux).
D'autres auteurs, comme le darwinien et chrétien Connor Cuningham, pensent que la théorie des mèmes comporte une erreur intrinsèque, sa récursivité. En effet, la théorie des mèmes peut s'appliquer à elle-même et évoquer le mème des mèmes. Toutefois, une théorie s'appliquant à elle-même n'est pas forcément rejetée. Par exemple, les défenseurs du programme fort en sociologie de la connaissance scientifique font de la réflexivité de leur théorie un des quatre piliers essentiels de la discipline.